# Гарбень, Юзеф
Юзеф Даниэль Гарбень (пол. Józef Daniel Garbień; 11 декабря 1896, Старый Лупкув, Королевство Галиции и Лодомерии — 3 мая 1954, Цешин, Польша) — польский футболист, нападающий. Большинство спортивной карьеры провёл в «Погони» (Львов). По завершении карьеры работал врачом.

## Биография
Учился в школах в Стрые (до Первой мировой войны играл за местную «Погонь») и Львове.
Во Львове играл за «Сокол». Со 2 августа 1914 года — солдат Первой бригады легионов, после её расформирования был на итальянском фронте. Принимал участие в украинско-польских боях за Львов (1918—1919) на стороне Польши.
После войны играл за «Погонь» (Львов), несколько лет был капитаном команды. Четырехкратный чемпион Польши (1922, 1923, 1925, 1926). Лучший бомбардир чемпионата Польши сезона 1926 года (по 11 голов с одноклубником Вацлавом Кухаром).
Провёл 8 матчей и забил 2 гола за сборную Польши (1922—1926).
Окончил Университет Яна Казимира во Львове, доктор медицины.
1925 выступил с проектом развития лекарственной опеки над спортсменами.
С 1933 года — ординатор отдела хирургии, директор больницы им. Пилсудского в Хшануве.
Умер 3 мая 1954 года, на 58-м году жизни, в Цешине.

## Достижения
- Чемпион Польши (4): 1922, 1923, 1925, 1926.